# Anne Ploy
Anne Ploy, née le 30 septembre 1963 à Échenoz-la-Méline, est une scénariste de bande dessinée française.

## Biographie
Titulaire d'un DEUG d'histoire à l'université de Besançon, Anne Ploy se réoriente vers la socio-anthropologie et obtient d'abord un DEA puis un doctorat à Bordeaux.
Une rencontre va influencer sa vie professionnelle : celle du dessinateur Loïc Malnati qui va lui demander de concevoir un scénario. Ce sera le premier tome d'Anahire, d'autres tomes suivront...
En janvier 2024, elle publie la bande dessinée Heidi,  d'après le personnage de Johanna Spyri, co-dessinée avec l'auteur Elmax, aux éditions La Joie de Lire ,,.

## Œuvre

### Albums
- Anahire, dessins de Loïc Malnati, Delcourt, collection Terres de Légendes
  1. Le monstre, 1996
  2. L'élu, 1997
  3. L'apeuré, 1998
  4. Des milliers d'autres, 2000[5]
- Heidi, d'après le roman de Johanna Spyri, scénario et dessins de Elmax et Anne Ploy, éditions La Joie de Lire, 2024[2],[3],[4].
- Le Livre des Amortels, dessins de Frédéric Juret, Dupuis, collection Empreinte(s)
  1. La semeuse d’Éternité, 2004
  2. L'ouvreur des chemins, 2005
  3. Le lieur de songes, 2007
- La Tentation de Satan, dessins de Denis Falque, Glénat, collection La Loge noire
  1. Le Diable, 2005[6]

#### Cycles de la sérieTransgénèse
- L'Ancêtre programmé, Les Humanoïdes Associés, collection TransGénèse
  1. Le temps de l'éveil, dessins de Loïc Malnati, 1999
  2. Le temps de la conscience, dessins de Loïc Malnati, 2000
  3. Le temps du jugement, dessins de Loïc Malnati, 2001
  4. Le temps du savoir, dessins de Giuseppe Di Bernardo et Jacopo Brandi, 2004
  5. La révélation, dessins de Giuseppe Di Bernardo et Jacopo Brandi, 2006
- Fides, dessins de Loïc Malnati (tomes 1 et 2) et Didier Pagot, Les Humanoïdes Associés, collection TransGénèse
  1. Opus Matrice, 2000[7]
  2. Fines Matrice, 2001
  3. Inferna, 2002
  4. Redemptio, 2005
  5. Matricide, 2008
- Le Silence de la terre, Les Humanoïdes Associés, collection TransGénèse
  1. Visionary reality, dessins de Sébastien Damour, 2002
  2. Funny War, dessins de Giuseppe Di Bernardo et Jacopo Brandi, 2006

## Récompense
- 1997 : prix Petit Robert à Quai des Bulles pour Anahire[8].